# 雅姑珥
雅姑珥（希伯來語：‎ ) 是以色列北部的一个基布兹。位于迦密山的东北面， 海法的东南面，距海法9公里，隸属于西布倫地区委员会。雅姑珥 2019 年人口为 1,617人， 是以色列規模最大的两个基布兹之一。

## 历史

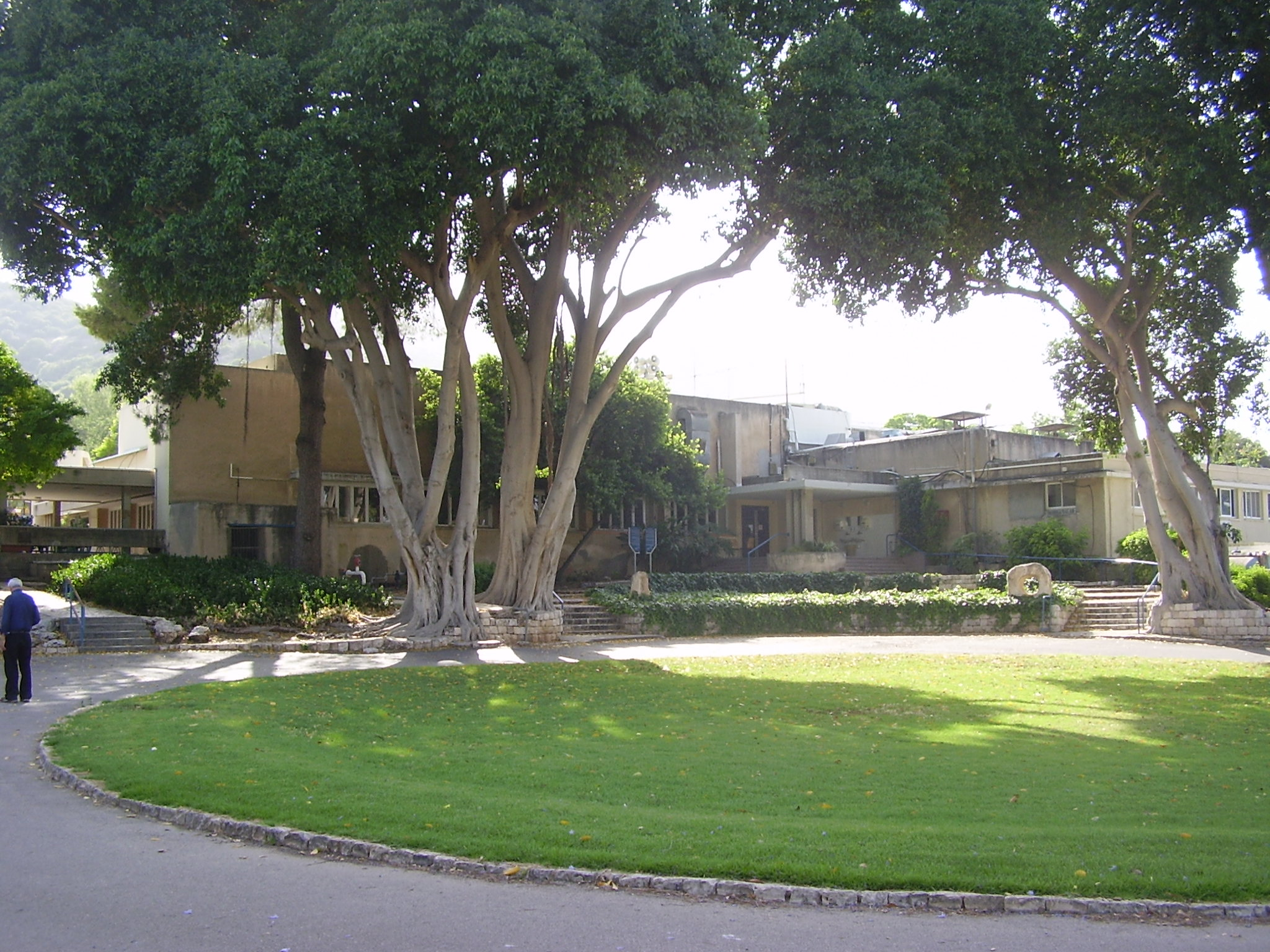
基布兹雅姑珥的公共食堂

雅姑珥于 1922 年由一个名为 Ahva 的定居团体创立。它的名字取自附近一个名为「Yajur」的阿拉伯村庄。在聖經约书亚记15:21 中提到了一个具有相似名称（ Jagur ）的地方，然於它位于犹大支派的领土内，远在南方。最初，基布兹成员们努力让基顺河周围的沼泽干涸，为永久定居准备土地。之後，他们建立了各級农业部门，令基布兹开始发展。
1931 年 4 月 11 日，三名基布兹成员被反錫安主義組織黑手一个小组的成员杀害。 
在托管地时代，雅姑珥是哈加拿的一个重要基地。在 1946 年 6 月 29 日的阿加莎行动中，英国军队对雅姑珥进行了一次大规模的突擊搜查，并按所得情報找到了隐藏在基布兹裡的一个主要武器库。雅姑珥所有武器被没收，许多基布兹成员被捕。 

## 经济
雅姑珥现在以多样化的农业和工业为經濟基础。基布兹为年轻人（18-28 岁）提供为期 5 个月的半工讀计划，参与者可学习希伯来语并在基布兹工作。 

## 著名居民
- Yisrael Bar-Yehuda， 以色列议会成員
- 烏茲·蓋爾 (1923–2002)，烏茲衝鋒槍設計師
- Itamar Marzel (生於1949)，以色列藍球員
- Yoram Taharlev，詩人
- Assaf Yaguri, 以色列议会成員

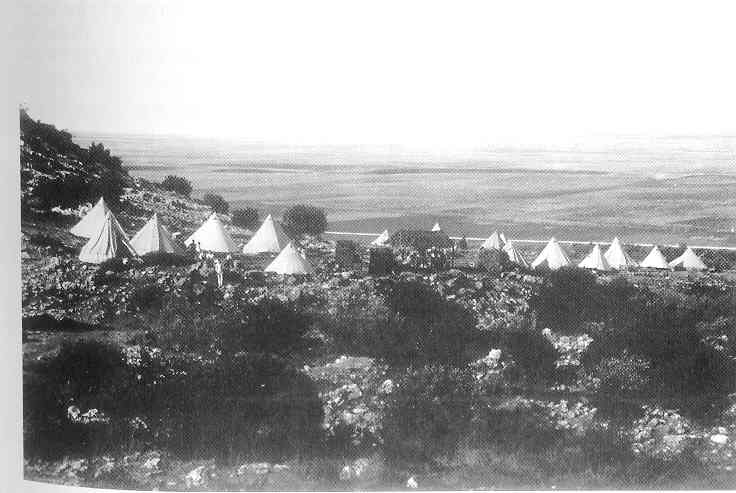
1921 年在雅姑珥的 Shomeria先驅者營地
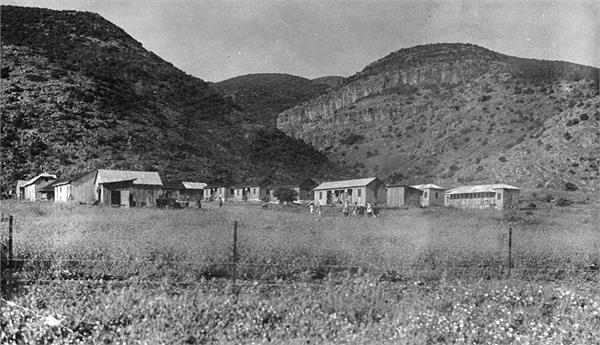
雅姑珥 1926年
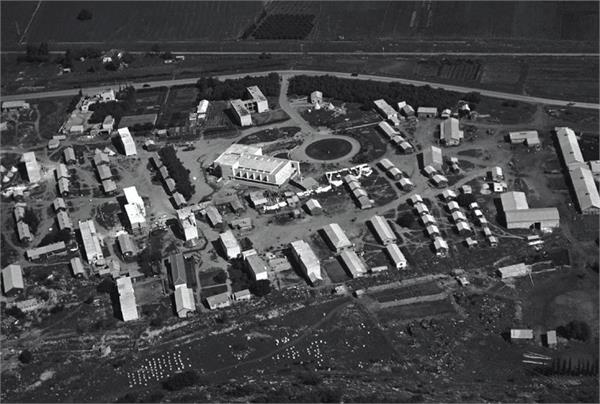
雅姑珥 1939年
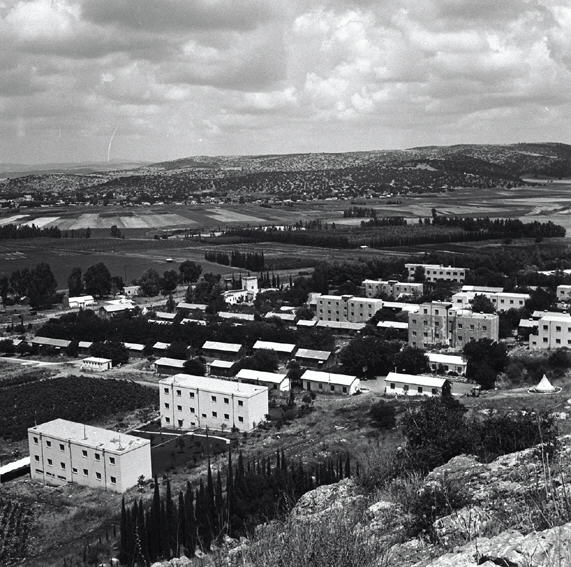
雅姑珥 1945年
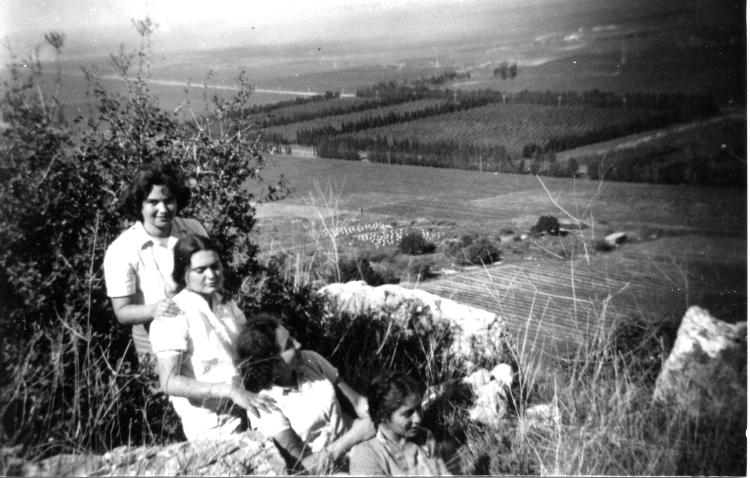
雅姑珥农田景色， 1946年
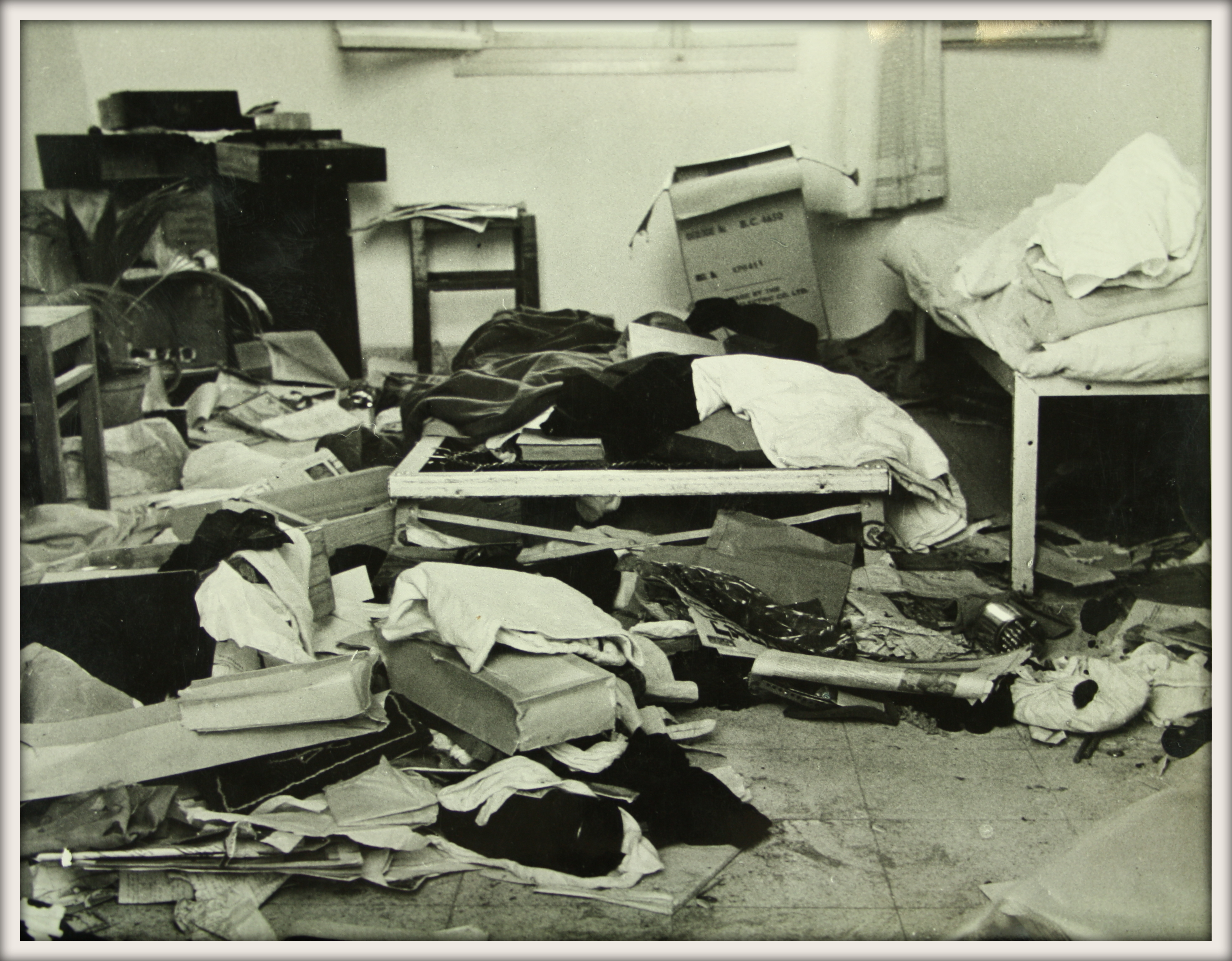
阿加莎行動期間，當局在基布茲雅姑珥的一個房間搜查武器。
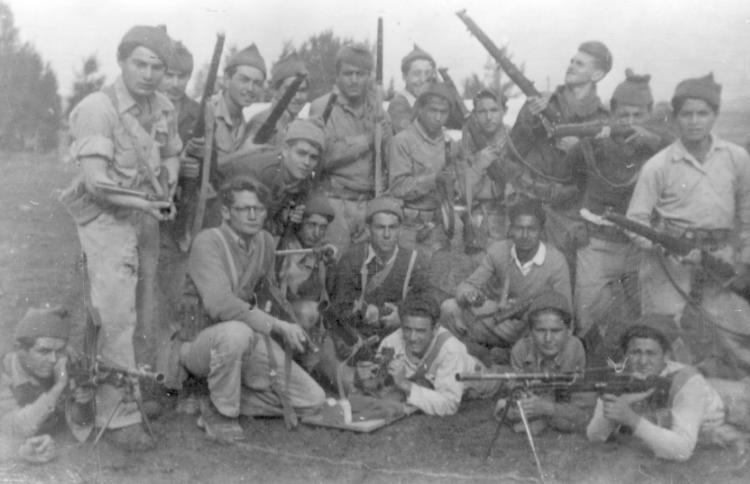
伊夫塔旅的成员在雅姑珥接受训练，1948 年

## 文獻
- 雅姑珥之書，约 1961-1962 年，由基布兹雅姑珥出版，纪念成立 40 周年
- 雅姑珥原样，未注明日期，约 1971-1972 年，由基布兹雅姑珥出版，纪念成立 50 周年

## 外部連結
- 基布兹雅姑珥网站 （页面存档备份，存于）（希伯來語）
- 海法大学纳扎里安伉儷图书馆数字收藏的基布兹雅姑珥收藏（希伯来语） （页面存档备份，存于）